# Zámecký mlýn (Jindřichův Hradec)
Zámecký mlýn (U Čtrnácti) v Jindřichově Hradci je vodní mlýn, které stojí v centru města mezi zámkem a zámeckým pivovarem na Hamerském potoce před jeho soutokem s Nežárkou. Je chráněn jako nemovitá kulturní památka České republiky. Je součástí národní kulturní památky – zámek Jindřichův Hradec.

## Historie
Mlýn je zmiňován již v 15. století; první známý mlynář Ondřej jej koupil za 18 pražských kop a za čtyři roky prodal dalšímu mlynáři Ambrožovi za 36 kop míšeňských. V roce 1551 jej zvětšil a přestavěl Jáchym z Hradce; toto je zaznamenáno na kamenném reliéfu s erbem Jáchymovým a erbem jeho manželky Anny z Rožmberka. Za velkého požáru jezuitského semináře roku 1615 mlýn vyhořel a obnoven byl až v roce 1673; po této opravě měl 14 vodních kol. Znovu vyhořel při požáru zámku roku 1773. V roce 1853 byl rekonstruován podle plánu ing. Gustava Hannaka.
Koncem 19. století byl mlýn součástí Velkostatku hraběte Eugena Czernina, který jej dal přestavět na vodní elektrárnu, zařízenou Františkem Křižíkem. Prvním správcem elektrárny byl Jan Kamín (nar. 15. května 1860 v Jindřichově Hradci II. čp. 106), který vedl i zámecký pivovar. V roce 1919 byla pronajata městu Jindřichův Hradec, které ji nechalo modernizovat. Elektrárna spolupracovala na dodávkách proudu s Dieselovou elektrárnou města Jindřichův Hradec na Pražské ulici. Je stále funkční a zásobuje rozvodnou síť EON.
Ve mlýně je muzeum s expozicí dějin elektrárny, rybníkářství a lesnictví.

## Popis
Voda na vodní kolo vedla náhonem z rybníka. Při modernizaci v roce 1919 dostala elektrárna jednu Francisovu turbínu od firmy Voith o výkonu 60 HP, která ta poháněla synchronní konvertor o výkonu 70 kW od firmy Bartelmus-Donát a spol. z Brna. Ve mlýně jsou dvě Francisovy turbíny (hltnost 195 a 95 l/s, celkový výkon 75 kW a spád 4,95 m).